# Liste der französischen Botschafter in Tschechien

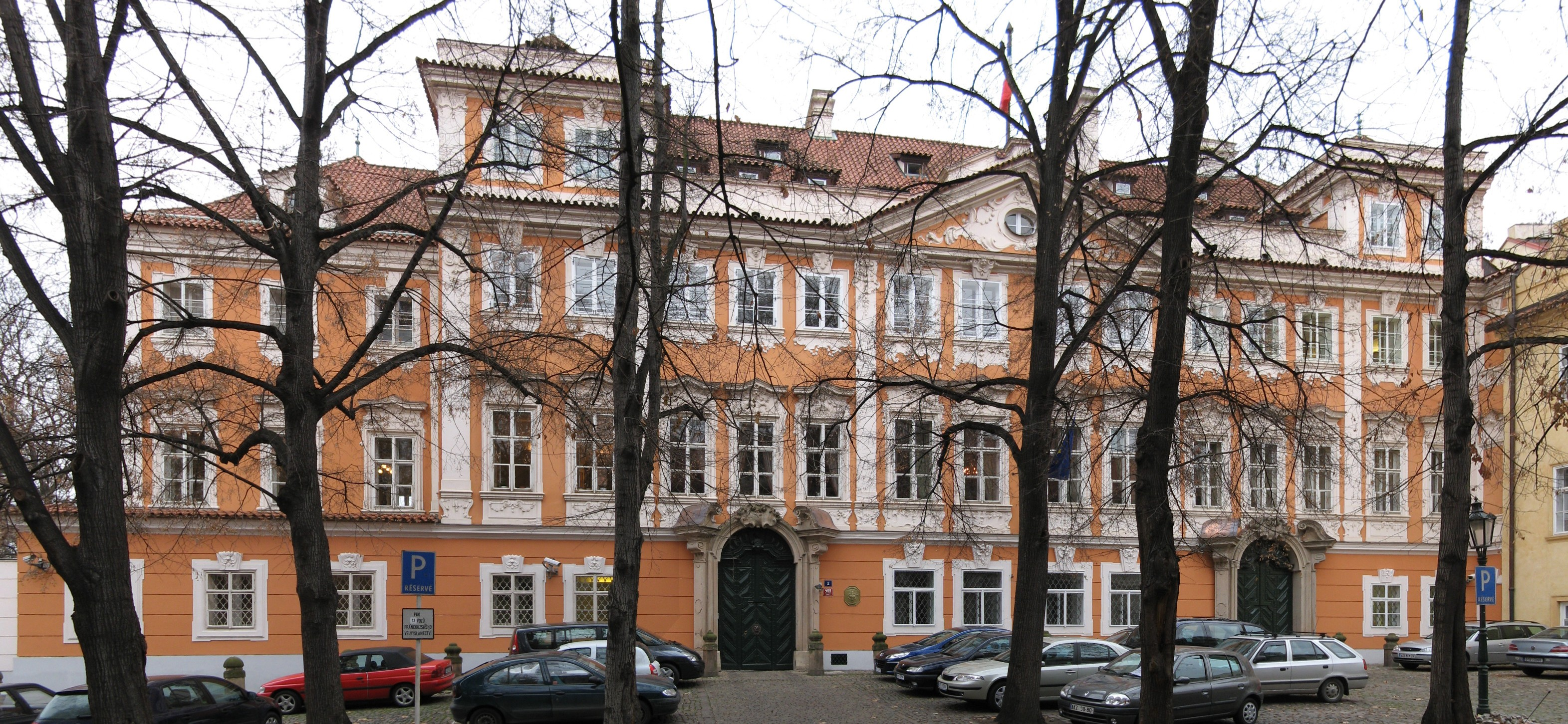
Französische Botschaft in Prag

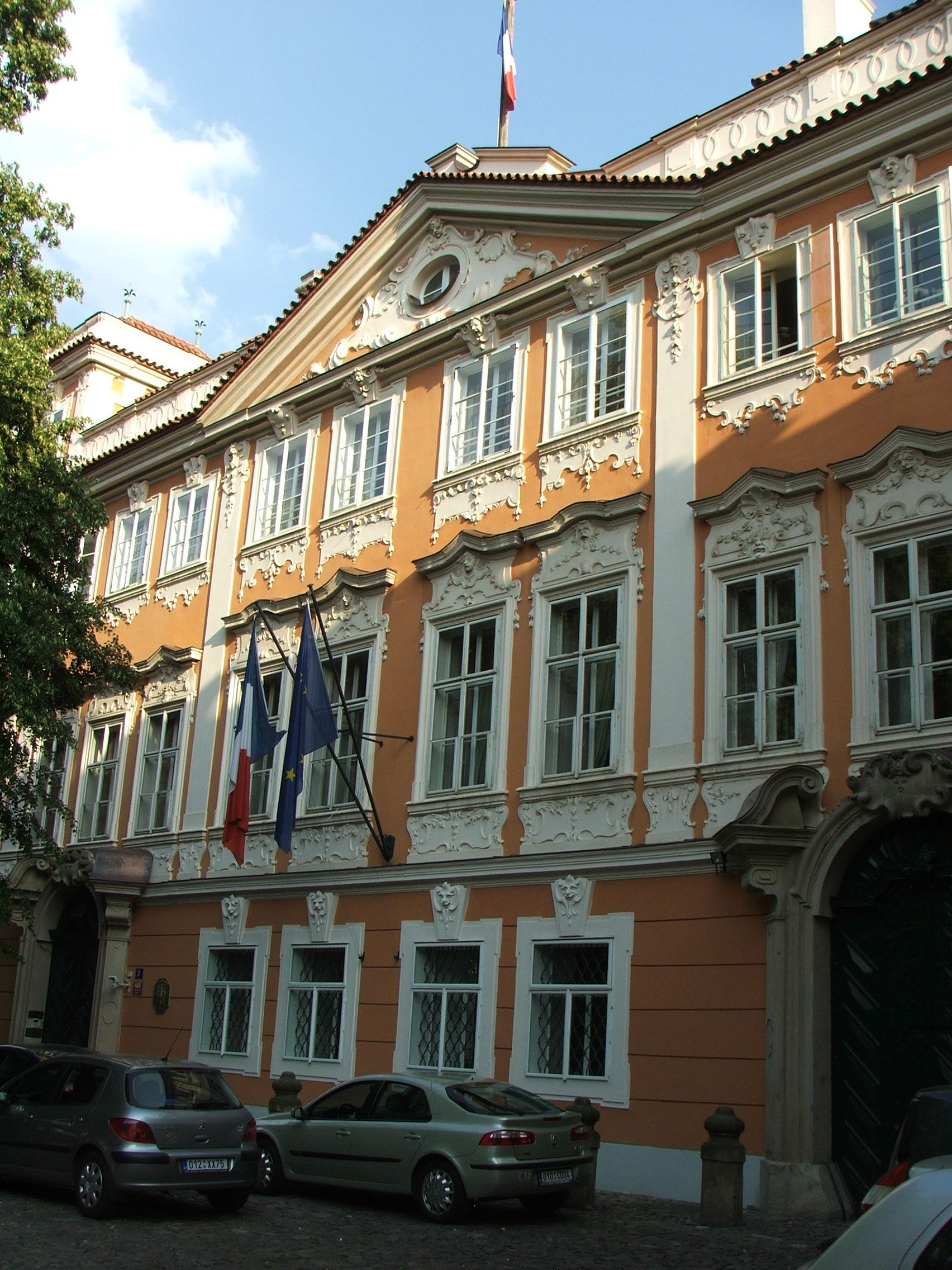
Le Palais Buquoy

Dies ist eine Liste der französischen Botschafter in Tschechien (und zuvor in der Tschechoslowakei).

## Botschafter

### Tschechoslowakei
| Ernannt / Akkreditiert | Name                            | Besonderheit                                | Botschaftsposten verlassen |
| ---------------------- | ------------------------------- | ------------------------------------------- | -------------------------- |
| 1918                   | Louis Clément-Simon             | (* 1873; † 1937) Ministre plénipotentiaire  |                            |
| 1920                   | Joseph Couget                   | Gesandter                                   | 1926                       |
| 1926                   | François Charles-Roux           | Gesandter                                   | 1932                       |
| 5. Aug. 1943           | Maurice Dejean                  | Gesandter, ab 7. September 1945 Botschafter |                            |
| 25. Mai 1945           | Louis Keller                    | Geschäftsträger                             |                            |
| 24. Sep. 1949          | Jean Rivière                    |                                             |                            |
| 21. Mai 1952           | Daniel Lévy                     |                                             |                            |
| 13. Okt. 1953          | Claude Bréart de Boisanger      | (* 1899; † 1999)                            |                            |
| 20. Apr. 1959          | Jean-Paul Garnier               |                                             |                            |
| 25. März 1961          | Ludovic Chancel                 |                                             |                            |
| 9. Juni 1964           | Roger Lalouette                 |                                             |                            |
| 7. Nov. 1969           | Jacques Vimont                  |                                             |                            |
| 3. Jan. 1973           | André Mattéi                    |                                             |                            |
| 7. Jan. 1975           | Emmanuel d'Harcourt             | (* 1914; † 1985)                            |                            |
| 6. Dez. 1979           | Pol Le Gourrierec               |                                             |                            |
| 1. Juli 1982           | Jacques Gaultier de La Ferrière |                                             |                            |
| 18. Apr. 1983          | Pierre Dessaux                  |                                             |                            |
| 20. Mai 1986           | Jacques Humann                  | († 15. Mai 2000)                            |                            |
| 13. Aug. 1990          | Jean Guéguinou                  |                                             |                            |

### Tschechien
| Ernannt / Akkreditiert | Name                      | Besonderheit | Botschaftsposten verlassen |
| ---------------------- | ------------------------- | ------------ | -------------------------- |
| 28. Juli 1993          | Benoît d’Aboville         | Tschechien   |                            |
| 25. März 1997          | Philippe Coste            |              |                            |
| 31. Jan. 2003          | Joël de Zorzi             |              |                            |
| 8. Sep. 2006           | Charles Fries             |              |                            |
| 14. Jan. 2010          | Pierre Lévy (Diplomat)    |              | 10. Juli 2013              |
| 11. Okt. 2013          | Jean-Pierre Asvazadourian |              |                            |